# Asociación Madrileña de Ateos y Librepensadores
La Asociación Madrileña de Ateos y Librepensadores (AMAL), es una asociación sin ánimo de lucro creada en la ciudad de Madrid el 21 de febrero de 2008. Forma parte de la Unión de Ateos y Librepensadores.
inicialmente obtuvo popularidad mediante la campaña del Autobús Ateo. Posteriormente, se organizaron charlas sobre la Iglesia y la memoria histórica; charlas frente al Seminario Conciliar de Madrid en las que participaron los vecinos de Las Vistillas para frenar el complejo urbanístico del Ayuntamiento de Madrid en la zona; y una apostasía colectiva en Rivas-Vaciamadrid. 
La asociación participó en la televisión regional hablando sobre la Ley 2/2010 de salud sexual y reproductiva y de la interrupción voluntaria del embarazo; y en Televisión Española, sobre la "Ley de Libertad Religiosa"[cita requerida].
Representantes de la asociación también participaron en tertulias en radio Vallekas y radio Villaverde.

## Objetivos principales de la asociación
- Agrupar a las personas ateas y librepensadoras en general cercanas a Madrid.
- Promover el laicismo, la libertad de conciencia, y los derechos  y libertades civiles de los ateos y librepensadores.
- Promover el progreso social y la solidaridad entre todos los ciudadanos al margen de su opción de conciencia particular.
- La colaboración con otros colectivos, asociaciones y organizaciones a nivel internacional que promuevan la libertad de pensamiento, divulgación del pensamiento ateo y la instauración de la laicidad.